# Emy Dany Bassong
Émilienne Danielle Ngo Bassong, plus connue sous le nom de Emy Dany Bassong, née le 4 janvier 1991 à Yaoundé, actrice, réalisatrice, scénariste et productrice camerounaise d'ethnie Babimbi.

## Biographie

### Enfance, débuts
De son vrai nom Émilienne Danielle Ngo Bassong, Emy Dany Bassongnée le 4 janvier 1991 à Yaoundé. Son père décède quand elle n'est encore qu'une enfant et elle est élevée par sa mère.

### Carrière
Actrice camerounaise, elle se fait connaître en 2004 au petit écran. Elle marque une pause cette même année puis revient dans le cinéma après la naissance de son fils en 2014. On la revoit ensuite en 2017 dans la web série Pakgne puis écrit sa propre web série intitulée ma destinée qui devient plus tard les tchakaï et qui marque les esprits des internautes. Par sa détermination, elle paraît aux Écrans Noirs de 2020 dans six projections de films et de séries. 
En 2021, Emy Dany Bassong est nommée à deux compétitions africaines: l'acte 13 des Canal 2'Or dans la catégorie Meilleure comédienne et le Sotigui Awards 2021 dans la catégorie meilleure interprétation féminine série africaine et prix du public; Les cérémonies des récompenses sont respectivement prévues pour le 30 octobre 2021 à Douala au Cameroun et en novembre 2021 à Ouagadougou au Burkina Faso.

## Filmographie

### Web séries
- 2024:Nyang Bikol

- 2018 : Ma destinée qui devient en 2019 Les Tcha-kaî
- 2017: Pakgne de Salem Kedy

### Séries
- 2022 : Madame… Monsieur saison 3 d'Ebenezer Kepombia
- 2021 : Madame… Monsieur saison 2 d'Ebenezer Kepombia
- 2020 : Tourbillon de Blaise Ntedju
- 2020: La nouvelle épouse de Gaby Ngounou
- 2020: Madame… Monsieur saison 1 d'Ebenezer Kepombia
- 2019 : Samba le général de Jean de Dieu Tchegnebe
- 2018 : Échec et Mat de Simon William Kum

### Films
- 2019: 2 avril de Noëlle Kenmoe
- 2019: Enterrés de Françoise Ellong
- 2004: Le Choix de Ghislain Towa

## Prix et récompenses
- 2021: Prix de la meilleure comédienne Canal 2’Or, pour le rôle de Sophie Ewane dans la série “Madame Monsieur” d'Ebenezer Kepombia[7].
- 2021: Prix de la meilleure interprétation féminine série TV africaine pour son rôle de Sophie Ewane dans la série "Madame Monsieur" d'Ebenezer Kepombia à la 6è édition des Sotigui Awards au Burkina Faso aux côtés de Rigobert Tamwa[8].